# Comarca de Córdoba
La Comarca de Córdoba se corresponde exactamente con el término municipal de la ciudad andaluza de la que toma el nombre. 
| Escudo             | Municipio          | Población (2022) | Superficie (km²) | Densidad (hab./km²) |
| ------------------ | ------------------ | ---------------- | ---------------- | ------------------- |
|                    | Córdoba            | 319.515          | 1254,91          | 254,6               |
| Comarca de Córdoba | Comarca de Córdoba | 319.515          | 1254,91          | 254,6               |

## Pedanías
- Abolafia de la Torre
- Alameda del Obispo
- Alcolea
- Castillo de La Albaida
- Cerro Muriano
- El Higuerón
- El Tarajal
- Encinarejo de Córdoba
- Estación de Fernán Núñez
- La Balanzona
- Las Ermitas
- Las Quemadas
- Lope Amargo
- Los Arenales
- Los Cansinos
- Los Morales
- Majaneque
- Medina Azahara
- Ntra. Sra. de Linares
- Pedroches
- Pragdena
- Puente Viejo
- Santa Cruz
- Santa Rosa
- Santo Domingo
- Sta. Mª. de Trassierra
- Torres Cabrera
- Valchillón
- Villarrubia

## Fronteras
- Al Norte con el Valle del Guadiato.
- Al Oeste con el Valle Medio del Guadalquivir.
- Al Sur con la Campiña Sur Cordobesa y la Campiña de Baena.
- Al Este con el Alto Guadalquivir.